# روبرتو نیکولوزی
روبرتو نیکولوزی (ایتالیایی: Roberto Nicolosi؛ ‏ ۱۶ نوامبر ۱۹۱۴ – ۴ آوریل ۱۹۸۹) آهنگساز و موسیقی‌دان اهل ایتالیا بود.
از فیلم‌هایی که وی در آن نقش داشته‌است، می‌توان به دختری که زیاد می‌دانست، نقاب شیطان، سه چهره ترس، زنی تنها و هشت‌ونیم اشاره کرد.